# Kanton Saint-Aignan-sur-Roë
Der Kanton Saint-Aignan-sur-Roë war von 1801 bis 2015 ein französischer Kanton im Arrondissement Château-Gontier, im Département Mayenne und in der Region Pays de la Loire; sein Hauptort war Saint-Aignan-sur-Roë.

## Geografie
Der Kanton Saint-Aignan-sur-Roë lag im Mittel 91 Meter über dem Meeresspiegel, zwischen 20 Meter in Renazé und 112 Meter in La Rouaudière. Er lag ganz im Südwesten des Départements Mayenne und grenzte im Westen an das Département Ille-et-Vilaine und im Süden an das Département Maine-et-Loire. Seine Nachbarkantone waren Cossé-le-Vivien im Norden und Craon im Osten.

## Gemeinden
Der Kanton bestand aus zwölf Gemeinden:
| Gemeinde                | Einwohner Jahr | Fläche km² | Bevölkerungsdichte | Code INSEE | Postleitzahl |
| ----------------------- | -------------- | ---------- | ------------------ | ---------- | ------------ |
| Ballots                 | 1.264 (2013)   | 36,01      | 35 Einw./km²       | 53018      | 53350        |
| Brains-sur-les-Marches  | 248 (2013)     | 7,68       | 32 Einw./km²       | 53041      | 53350        |
| Congrier                | 921 (2013)     | 24,28      | 38 Einw./km²       | 53073      | 53800        |
| Fontaine-Couverte       | 415 (2013)     | 21,65      | 19 Einw./km²       | 53098      | 53350        |
| Renazé                  | 2.626 (2013)   | 16,72      | 157 Einw./km²      | 53188      | 53800        |
| La Roë                  | 244 (2013)     | 8,76       | 28 Einw./km²       | 53191      | 53350        |
| La Rouaudière           | 334 (2013)     | 19,02      | 18 Einw./km²       | 53192      | 53390        |
| Saint-Aignan-sur-Roë    | 894 (2013)     | 18,19      | 49 Einw./km²       | 53197      | 53390        |
| Saint-Erblon            | 176 (2013)     | 5,68       | 31 Einw./km²       | 53214      | 53390        |
| Saint-Michel-de-la-Roë  | 246 (2013)     | 13,22      | 19 Einw./km²       | 53242      | 53350        |
| Saint-Saturnin-du-Limet | 509 (2013)     | 10,70      | 48 Einw./km²       | 53253      | 53800        |
| Senonnes                | 336 (2013)     | 13,13      | 26 Einw./km²       | 53259      | 53390        |

## Bevölkerungsentwicklung
| 1962  | 1968  | 1975  | 1982  | 1990  | 1999  | 2006  |
| ----- | ----- | ----- | ----- | ----- | ----- | ----- |
| 9.936 | 9.559 | 8.714 | 8.507 | 8.412 | 8.227 | 8.151 |